# BeNeLux Liga 2013-2014
Navigation
2012-2013 2014-2015
La saison 2013-2014 de la BeNeLux Liga met aux prises 12 équipes du Benelux. Il s’agit de la 6e édition de la BeNeLux Liga oú le club belge du Initia HC Hasselt bat les néerlandais OCI Limburg Lions Geleen, 31 à 18 en final.

## Organisation
La compétition se déroule en deux phases : un la phase de pool et deux la phase finale ou le Final Four qui se déroule pour la saison 2013-2014 dans le Parc des Sports à Oberkorn à Differdange au Luxembourg.
- La phase de pool : Elle réunit donc, les douze meilleures équipes de Belgique, des Pays-Bas et du Luxembourg.

Ces douze équipes sont réparties en deux pool (A et B) composées donc de six équipes et avec deux équipes de la même nation mais les deux équipes du même pays ne jouent pas l'une contre l'autre.
À l'issue de dix journées, les deux premières équipes sont qualifiées pour le Final Four.
- Le Final Four : Il se déroule en deux jours et a lieu dans la même salle, pour cette saison le Final Four se déroule au Parc des Sports à Oberkorn à Differdange au Luxembourg.

Le premier jour, le premier du groupe A rencontre le deuxième du groupe B et le premier du groupe B rencontre le deuxième du groupe A alors que le deuxième, les deux perdant des deux matchs de la veille, se rencontrent pour la petite finale qui fixera le troisième et le quatrième, puis la grande finale a lieu entre les deux vainqueurs du match de la veille qui fixera le vainqueur de cette édition.

## Participants
| Club                     | Ville            | Province ou Canton                  | Pays       |
| ------------------------ | ---------------- | ----------------------------------- | ---------- |
| Achilles Bocholt         | Bocholt          | Sportcomplex De Damburg             | Belgique   |
| Initia Hasselt           | Hasselt          | Sporthal Alverberg                  | Belgique   |
| Sporting Neerpelt-Lommel | Neerpelt-Lommel  | Sporthal Dommelhof                  | Belgique   |
| United HC Tongeren       | Tongres          | Eburons Dôme Tongeren               | Belgique   |
| HV Fiqas Aalsmeer        | Aalsmeer         | Sporthal De Bloemhof                | Pays-Bas   |
| JMS Hurry-Up Zwartemeer  | Zwartemeer       | Sporthal de Eendracht               | Pays-Bas   |
| OCI Limburg Lions Geleen | Geleen           | Glanerbrook                         | Pays-Bas   |
| HV KRAS/Volendam         | Volendam         | Sporthal Opperdam                   | Pays-Bas   |
| Red Boys Differdange     | Differdange      | Parc des Sports à Oberkorn          | Luxembourg |
| HB Dudelange             | Dudelange        | Centre sportif René Hartmann        | Luxembourg |
| HB Esch                  | Esch-sur-Alzette | Hall omnisports de Esch-sur-Alzette | Luxembourg |
| Handball Käerjeng        | Käerjeng         | Centre Sportif Käerjenger Dribbel   | Luxembourg |